# Nombre minimum d'individus
Pour les articles homonymes, voir NMI.
Le nombre minimum d'individus, ou nombre minimal d'individus (NMI), est une méthode scientifique utilisée dans l'étude du petit mobilier. Le NMI est appliqué en archéozoologie, en archéologie, en paléontologie, en taphonomie, en paléoenvironnement et ostéologie, pour évaluer le nombre minimum d'une espèce ou d'un taxon à partir des restes osseux retrouvés sur un site,,,, ainsi qu'en céramologie ou tout autre domaine d'étude d'artéfact mis en évidence in situ.

## Définition, principe et historique
La méthode du nombre minimum d'individus consiste à décompter la quantité minimale d'individus d'une espèce, d'un taxon ou d'un type d'artefact (céramique, arme, outil, objet d'apparat, etc.) exhumés au sein d'un site archéologique. Cette méthode est obtenue grâce à l'identification des fossiles et écofacts (restes osseux, l'ensemble des ossements ou fragments d'ossement) et des artéfacts (tessons, fragments) correspondant à un seul et même individu compte pour une unité,,,,,.
Cette méthode a été introduite par T. E. White en 1953, dans le cadre des recherches zooarchéologiques. Avec R. W. Casteel, dans les années 1970, le principe du NMI a été ensuite étendu au domaine de la paléontologie,,.
En 1976, l'archéozoologue François Poplin introduit la notion de « nombre minimum d'individus de fréquence »,, Pour l'archéozoologue François Poplin, le nombre minimal d'individus est « nombre minimal de sujets individualisables avec sûreté dans l’échantillon »,.
Outre le NMI, il existe deux autres mesures ou méthodes pour déterminer et identifier le nombre d'individus : le nombre de spécimens identifiés, ou nombre de reste (NSIP ou NR) et le nombre minimum de parties du squelette (NMPS),,,. Pour l'archéologue François Djindjian, le NMI est, parmi ces trois méthodes, « l'estimateur le plus connu pour approcher le nombre d'individus à partir de la série de leurs parties anatomiques conservées ».

## Applications et utilisation dans l'études des fossiles et écofacts

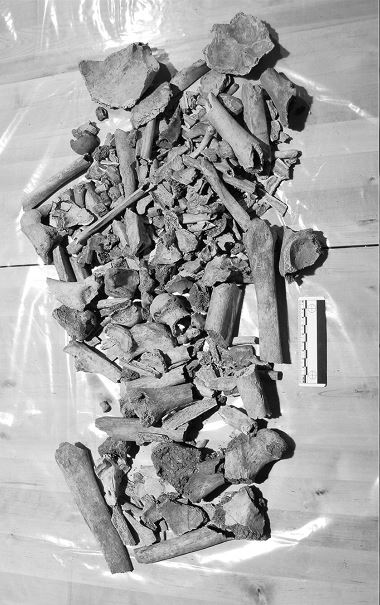
Pièces triées et décomptées par méthode de NMI sur le chantier de fouilles de l'église romane de Santa María de Zamartze, à Uharte-Arakil en Navarre.

### En ostéologie humaine
En ostéologie humaine, le principe de base pour évaluer le NMI durant une étude de restes osseux s'appuie sur quatre « procédures » : 
- Isoler les ossements humains des ossements fauniques ;
- Opérer un tri des fragments osseux selon leur « appartenance et leur latéralité » ;
- Effectuer un décomptage des os appartenant au côté droit, ainsi que l'ensemble des articulations « possibles » entre chacune des pièces. Cette opération s'accompagne d'une estimation de l'âge au décès de chacune des pièces osseuses.
- Effectuer un protocole identique pour les fragments appartenant au côté gauche, puis déterminer s'il y a correspondance (ou coïncidence) ou non entre les individus classés dans catégorie et ceux de la catégorie des fragments à latéralité dextre[2].

## Applications et utilisation dans l'étude des artéfacts

### Céramologie
Le NMI est utilisé dans le cadre de l'étude céramologique afin de quantifier l'ensemble des poteries retrouvées in situ après identification et décomptage des tessons,,.

## Pour approfondir